# Heerlijkheid Gods
De Heerlijkheid Gods of Heerlijkheid des Heren verwijst binnen het christendom, het jodendom en de bahai-leer naar een bijzondere en directe manifestatie van God in de zichtbare wereld.

## Taalkundige aspecten
Heerlijkheid Gods is de vertaling van het Griekse δόξα του Θεού (doxa tou theou) in het Koinè-Grieks van het Nieuwe Testament, met de betekenis "pracht", "eer" of "lofprijs" van God. In deze samenhang gebruikt het Grieks geen lidwoord, wat op een staand begrip duidt. Dit begrip is de vertaling van meerdere woorden in het Hebreeuws en Aramees van de Hebreeuwse bijbel, waarvan כְּב֣וֹד יְהוָ֔ה (kavood J-h-w-h of kabood J-h-w-h) het belangrijkste is. Het Latijnse equivalent gloria dei werd overgenomen in de Romaanse en ook Germaanse talen (bijv. Frans gloire de Dieu, Engels glory of God, Nederlands glorie Gods). Het Arabisch gebruikt onder meer مَجْدَ الله (madjad Allah) en بهاء الله (baha' Allah).

## Bijbel

### Hebreeuwse Bijbel / Oude Testament
In Exodus 33:18-20 wordt uitgelegd dat geen mens de Heerlijkheid Gods zien kan, zonder te sterven. Mozes kreeg aansluitend de mogelijkheid God vanuit een rotsspleet van achteren waar te nemen. Bij de inwijding van Gods tempel in Jeruzalem door Salomo vulde een wolk het gebouw, die de Heerlijkheid Gods aanduidde. De profeet Ezechiël beschreef de Heerlijkheid des Heren in zijn visioenen en vergeleek haar met vuur, helder licht en de kleuren van de regenboog.
De consequentie van het onvermogen van de mens om God in diens heerlijkheid te zien, is het verbod om God af te beelden.

### Nieuwe Testament

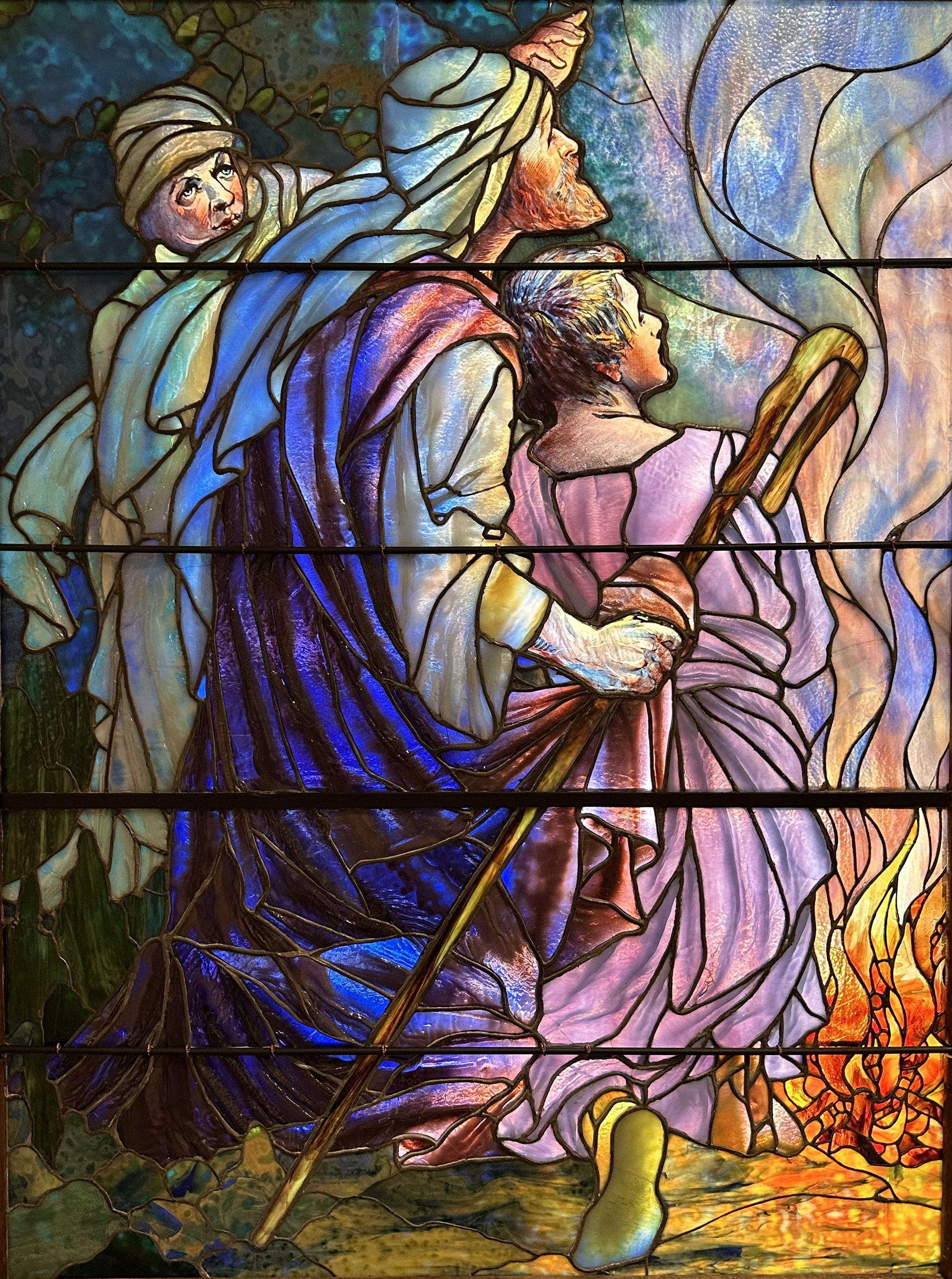
Herders bij de verkondiging van Christus' geboorte (glas-in-lood)

De geboorte van Jezus Christus werd volgens Lukas verkondigd aan herders door een engel, die door de Heerlijkheid van de Heer omschenen werd. Jaren later werd de kleding van Jezus Christus tijdens de zogenaamde Verheerlijking op de berg helder wit stralend, evenals zijn gezicht, wat beschreven wordt als zijn Heerlijkheid.
In het visioen van Johannes in de Openbaring wordt de nieuwe hemel en de nieuwe aarde beschreven met daarin een nieuwe stad Jeruzalem, waarin het licht van de zon en de maan niet meer nodig zijn, omdat de Heerlijkheid van God haar verlicht.

#### Christus als manifestatie van de Heerlijkheid Gods
Op verschillende plaatsen in het Nieuwe Testament wordt Jezus Christus als openbaring van Gods heerlijkheid genoemd, bijv:
Daarom konden zij niet geloven, omdat Jesaja verder gezegd heeft: Hij heeft hun ogen verblind, en hun hart verhard, opdat zij niet met de ogen zouden zien, en met het hart inzien en zich bekeren en Ik hen zou genezen. Dit zei Jesaja, toen hij Zijn heerlijkheid zag, en over Hem sprak.— Johannes 12:39-41 (Herziene Statenvertaling 2017)
De Zoon is de afstraling van Gods heerlijkheid en de afdruk van zijn wezen.— Hebreeën 1:3 (Goed Nieuws Bijbel 1996)

## Islam

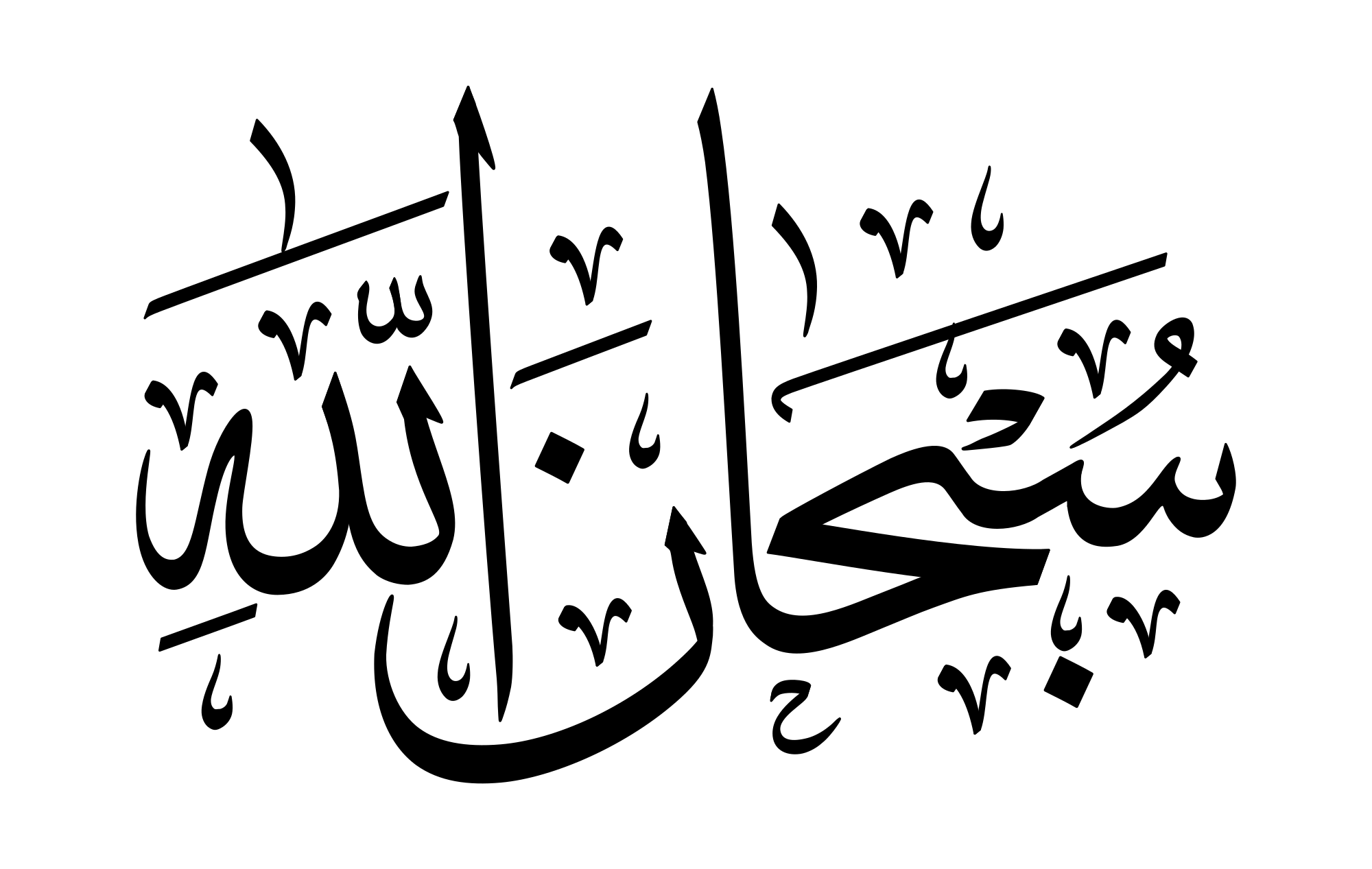
De voor de tasbih typische uitspraak "soebhan Allah" spreekt van de perfectie van God

De Heerlijkheid Gods wordt in de Koran niet als zelfstandig begrip genoemd. Het lofprijzen van God (tasbih) door moslims is echter een belangrijk thema en wordt in meer dan 90 koranversen genoemd. De lofprijs geldt als goede daad en de recitatie van lofprijsformules kan volgens de hadith een middel tot vergeving van zonden zijn.

## Bahai-geloof
De stichter van het bahai-geloof, Mirza Hoesein-Ali, leerde dat God zich in de geschiedenis in profetische persoonlijkheden geopenbaard heeft, die Manifestaties van God waren. Tot deze manifestaties worden o.a. Adam, Mozes, Boeddha, Jezus, Confucius en Mohammed gerekend. Mirza Hoesein-Ali zag zichzelf als de laatste goddelijke manifestatie en noemde zichzelf dienovereenkomstig met de Arabische naam Baha'oellah, wat "pracht van God" of "heerlijkheid van God" betekent.